# Décès en 1954
Décès
- 1950
- 1951
- 1952
- 1953
- 1954
- 1955
- 1956
- 1957
- 1958

Cet article présente une liste de personnalités mortes au cours de l'année 1954.

Les mois de l'année font également l'objet de listes spécifiques :

## Décès par mois

### Inconnu
- Célestine Aboulker, peintre et femme de lettres française (° 26 décembre 1874).
- Henriette Brossin de Polanska, peintre suisse (° 14 juillet 1878).
- Roland Coudon, peintre, dessinateur, graveur, illustrateur et affichiste de cinéma français (° 1897).
- Mihri Müşfik Hanım, peintre et princesse turque (° 26 février 1886).

### Janvier
- 2 janvier : Vidal José de Oliveira Ramos, homme politique brésilien (° 24 octobre 1866).
- 11 janvier :
  - Iti Bacci, homme politique et dirigeant sportif italien (° 15 juillet 1892).
  - Oscar Straus, compositeur autrichien (° 6 mars 1870).
- 18 janvier : Sydney Greenstreet, acteur britannique (° 27 décembre 1879).
- 20 janvier : Henri Pailler, peintre français (° 3 juin 1876).
- 25 janvier : 
  - Sarah Chakko, présidente du Conseil œcuménique des Églises (COE) (° 13 février 1905).
  - Constantin Font, peintre, sculpteur et graveur français (° 11 janvier 1890).
- 28 janvier : Abraham Oyanedel, homme politique chilien (° 25 mai 1874).

### Février
- 1er février :
  - Arduino Colato, peintre et dessinateur italien (° 17 novembre 1880).
  - Fernando de Mello Vianna, homme d'État brésilien (° 15 mars 1878).
- 9 février : Constantin Artachino, peintre roumain d'origine kurde (° 7 novembre 1870).
- 14 février : Aimé Barraud, peintre suisse (° 14 mars 1902).
- 21 février : 
  - Cécile Gimmi, sculptrice suisse (° 14 février 1886).
  - Augustin Lesage, peintre français (° 9 août 1876).
- 25 février : Auguste Perret, architecte français (° 12 février 1874).
- 28 février : Gaston Durel, peintre orientaliste et décorateur français (° 18 février 1879).

### Mars
- 2 mars : Louis Huvey, peintre, lithographe et affichiste français (° 4 juin 1868).
- 3 mars :
  - Cesare Brambilla, coureur cycliste italien (° 3 mai 1885).
  - George Wiley, coureur cycliste sur piste américain (° 1er mai 1881).
- 5 mars : Gordon De Main, acteur américain (° 28 septembre 1886).
- 8 mars : Raoul Moretti, musicien, compositeur, orchestrateur et auteur de chansons français (° 10 août 1893).
- 11 mars : Herbert Langford Reed, acteur, scénariste et réalisateur britannique (° 1889).
- 13 mars : 
  - Ami Chandra, pédagogue et syndicaliste fidjien.
  - César Klein, peintre, graphiste et scénographe allemand (° 14 septembre 1876).
- 17 mars : Victor Rousseau, sculpteur belge (° 15 décembre 1865).
- 19 mars : Walter Braunfels, compositeur et pianiste allemand (° 19 décembre 1882).
- 26 mars :
  - Auguste Leroux, peintre et illustrateur français (° 14 avril 1871).
  - Louis-Joseph Soulas, peintre et graveur français (° 1er septembre 1905).
- 29 mars : Lilian Davidson,  peintre paysagiste et portraitiste, enseignante, et écrivaine irlandaise (° 26 janvier 1879).
- 31 mars : John Walter Jones, premier ministre de l'Île-du-Prince-Édouard (° 14 avril 1878).

### Avril
- 3 avril : Aristides de Sousa Mendes, consul portugais (° 19 juillet 1885).
- 5 avril : Claude Delvincourt, pianiste et compositeur français (° 12 janvier 1888).
- 6 avril : Paul Charles, magistrat et homme politique belge (° 27 avril 1885).
- 10 avril : Auguste Lumière, inventeur et pionnier français du cinéma (° 19 octobre 1862).
- 13 avril : 
  - Giulio Alessandrini, médecin et universitaire italien, spécialiste du paludisme et de parasitologie (° 2 mai 1866)
  - Angus Lewis Macdonald, premier ministre de la Nouvelle-Écosse (° 10 août 1890).
- 16 avril : Texas Alexander, chanteur américain de blues (° 12 septembre 1900).
- 17 avril : Vadim Chernoff, peintre russe, soviétique puis américain (° 24 octobre 1887).
- 18 avril : Denis Verschueren, coureur cycliste belge (° 11 février 1897).
- 19 avril : Ferdinand Raffin, peintre et illustrateur français (° 24 janvier 1877).
- 20 avril :
  - Omer Beaugendre, coureur cycliste français (° 9 septembre 1883).
  - Édouard Doigneau, peintre français (° 27 septembre 1865).
- 23 avril : Marcel Huot, coureur cycliste français (° 9 septembre 1896).
- 27 avril :
  - Thorvald Ellegaard, coureur cycliste danois (° 7 mars 1877).
  - Richard Schmitz, homme politique austro-hongrois puis autrichien (° 14 décembre 1885).
- 28 avril : Léon Jouhaux, syndicaliste français (° 1er juillet 1879).
- 30 avril : René Démaret, footballeur français (° 2 décembre 1922).

### Mai
- 5 mai :
  - Elisée Cavaillon, sculpteur et peintre français (° 8 mars 1873).
  - Henri Laurens, sculpteur, peintre, dessinateur et graveur cubiste français (° 18 février 1885).
- 9 mai : Giovanni Guarlotti, peintre italien (° 19 novembre 1869).
- 15 mai : Marmaduque Grove, homme politique chilien  (° 6 juillet 1878).
- 18 mai : Willem Eekelers, homme politique belge (° 2 septembre 1883).
- 19 mai : Charles Ives, compositeur américain (° 20 octobre 1874).
- 22 mai :
  - Simon Bussy, peintre et pastelliste français (° 30 juin 1870).
  - Léon Manière, chef d'orchestre et compositeur français (° 19 février 1885).
- 25 mai :
  - Robert Capa, photographe américain d'origine hongroise (° 22 octobre 1913).
  - Anatole Devarenne,  peintre et écrivain français (° 25 juillet 1880).
- 26 mai :
  - Lionel Conacher, sportif complet et homme politique canadien (° 24 mai 1900).
  - Omer Nishani, 1er président du Praesidium de l'assemblée populaire de la République populaire d'Albanie (° 5 février 1887).
  - Paul Rue, peintre paysagiste français (° 8 octobre 1866).
- 27 mai :
  - Dmitri Koloupaïev, peintre, chef décorateur et directeur artistique russe puis soviétique (° 20 octobre 1883).
  - Édouard Montpetit, avocat québécois (° 26 septembre 1881).
- 29 mai : Anne O'Hare McCormick, journaliste américaine (° 16 mai 1880).
- 31 mai : Jean Marquet, écrivain français (° 4 août 1883).

### Juin
- 5 juin : Mario Abbiate, homme politique italien (° 14 février 1872).
- 7 juin : Alan Turing, mathématicien britannique (° 23 juin 1912).
- 9 juin : Abel Gerbaud, peintre français (° 26 décembre 1888).
- 14 juin : Jean Albert Grand-Carteret, peintre français (° 14 juin 1903).
- 16 juin : Harry Sundberg, footballeur international suédois (° 9 janvier 1898).
- 17 juin :
  - Jeanne Forain, peintre et sculptrice française (° 25 janvier 1865).
  - To Ngoc Van, peintre vietnamien  (° 15 décembre 1906 ou 15 décembre 1908).
  - Jeanne Bosc, peintre et sculptrice française (° 1865).
- 18 juin : André Benoit, coureur cycliste belge (° 12 mai 1900).
- 19 juin : Martin Bloch, peintre anglo-allemand (° 16 novembre 1883).
- 20 juin : Josef Fanta, architecte, sculpteur et peintre austro-hongrois puis tchécoslovaque (° 7 décembre 1856).
- 27 juin : Giovanni Rossignoli, coureur cycliste italien (° 3 décembre 1882).
- 29 juin : H. Maurice Jacquet, compositeur et chef d'orchestre français (° 18 mars 1886).
- 29 juin : Thorsten Svensson, footballeur international suédois (° 8 octobre 1901).

### Juillet
- 1er juillet : Paul Térade, architecte et peintre français (° 9 octobre 1869).
- 7 juillet : Edmond Dyonnet, peintre français naturalisé canadien (° 25 juin 1859).
- 13 juillet : Frida Kahlo, peintre mexicaine (° 6 juillet 1907).
- 14 juillet : Abderrahmen Mami, médecin tunisien (° 15 septembre 1904).
- 16 juillet : Attilio Mussino, auteur de bande dessinée, illustrateur et peintre italien (° 25 janvier 1878).
- 19 juillet : Jean Roger-Ducasse, compositeur français (° 18 avril 1873).
- 20 juillet : Adrien Voisard-Margerie, peintre français (° 28 avril 1867).
- 27 juillet : Diran Alexanian, violoncelliste et pédagogue arménien (° 2 avril 1881).
- 28 juillet : John Trotter, homme d'affaires australien devenu homme politique aux Fidji (° vers 1888).
- 29 juillet : Daniel L. Haynes, acteur et chanteur américain (° 6 juin 1889).
- 31 juillet : Edgard Maxence, peintre symboliste français (° 17 septembre 1871).

### Août
- 3 août :
  - Abel Bertram, peintre français (° 9 septembre 1871).
  - Colette, romancière française (° 28 janvier 1873).
- 10 août : Robert Adair, acteur américain d'origine britannique (° 3 janvier 1900).
- 11 août :
  - Murray Kinnell, acteur britannique (° 24 juillet 1889).
  - Raymond Jean Verdun, peintre paysagiste français (° 10 mars 1873).
- 13 août : Hermann Wolfgang von Waltershausen, compositeur, chef d'orchestre et critique musical allemand (° 12 octobre 1882).
- 19 août : Alcide De Gasperi, homme politique italien (° 3 avril 1881).
- 24 août : Getulio Vargas, homme politique brésilien (° 19 avril 1882).
- 25 août : Gustave Van Belle, coureur cycliste belge (° 16 mars 1912).
- 28 août : Marius Jacob, anarchiste, idéaliste, cambrioleur français (° 29 septembre 1879).
- 30 août : Joseph Jemain, musicien, organiste, chef d'orchestre et compositeur français (° 27 février 1864).

### Septembre
- 5 septembre : Paul Fékété, scénariste et dialoguiste français (° 11 juillet 1881).
- 8 septembre : André Derain, peintre français (° 10 juin 1880).
- 9 septembre : Antoine Fauré, coureur cycliste français (° 24 décembre 1883).
- 10 septembre : René Rossignol, footballeur français (° 1920).
- 11 septembre : Louise Hervieu, peintre, dessinatrice, lithographe et écrivaine française (° 26 octobre 1878).
- 18 septembre :
  - Armando Reverón, peintre vénézuélien (° 10 mai 1889).
  - Fausto Vagnetti, peintre italien (° 24 mars 1876).
- 19 septembre : Tibor Harsányi, compositeur français d’origine hongroise (° 27 juin 1898).
- 24 septembre : Gustavs Šķilters, sculpteur letton (° 15 novembre 1874).
- 25 septembre : Vitaliano Brancati, écrivain italien (° 24 juillet 1907).
- 27 septembre : Giangiacomo Borghese, homme politique italien (° 25 juillet 1889).
- 30 septembre : Boleslas Biegas, peintre, sculpteur symboliste, écrivain et auteur dramatique franco-polonais (° 29 mars 1877).

### Octobre
- 3 octobre : Herbert Prior, acteur britannique (° 2 juillet 1867).
- 5 octobre : Flor Alpaerts, compositeur belge (° 12 septembre 1876).
- 6 octobre : Hakon Børresen, compositeur danois (° 2 juin 1876).
- 10 octobre : Camille Boiry, peintre français (° 6 janvier 1871).
- 13 octobre : Jeanne Bardey, sculptrice, graveuse et peintre française (° 12 avril 1872).
- 23 octobre : Paul Hannaux, peintre, illustrateur et architecte d'intérieur français (° 15 septembre 1897).
- 25 octobre : Mirzaagha Aliyev, acteur russe puis soviétique (° 1883).
- 29 octobre : Gabriel Venet, peintre français (° 31 juillet 1884).

### Novembre
- 1er novembre : Charles-Henry Bizard, peintre français (° 14 novembre 1887).
- 3 novembre : Henri Matisse, peintre français (° 31 décembre 1869).
- 6 novembre : Zeddour Mohamed Brahim Kacem, homme politique algérien (° 2 février 1923).
- 7 novembre : Chan Nak, premier ministre cambodgien (° 27 mai 1892).
- 8 novembre : Alberto Martini, peintre, graveur et illustrateur italien (° 24 novembre 1876).
- 11 novembre :
  - Maurice Barraud, peintre et illustrateur suisse (° 20 février 1889).
  - Agamemnon Schliemann, homme politique et diplomate grec (° 16 mars 1878).
- 12 novembre :
  - Luis Agote,  médecin, chercheur et homme politique argentin (° 22 septembre 1868).
  - Frederic Eggleston, avocat, homme politique et diplomate britannique puis australien (° 17 octobre 1875).
- 13 novembre : Jacques Fath, couturier français (° 6 septembre 1912).
- 15 novembre : Lionel Barrymore, acteur américain (° 28 avril 1878).
- 21 novembre :
  - Edward Coxen, acteur anglo-américain (° 8 août 1880).
  - Karol Rathaus, compositeur polonais (° 16 septembre 1895).
- 28 novembre : Enrico Fermi, physicien italien (° 29 septembre 1901).
- 29 novembre : George Robey, comédien et chanteur britannique (° 20 septembre 1869).
- 30 novembre : Wilhelm Furtwängler, chef d'orchestre allemand (° 25 janvier 1886).

### Décembre
- 5 décembre : Solomon Ioudovine, graphiste, peintre, graveur, photographe, illustrateur et ethnographe russe puis soviétique (° 27 octobre 1892).
- 6 décembre :
  - Paul de Pidoll, peintre, xylographe et illustrateur de livres luxembourgeois (° 3 avril 1882).
  - Anthony Thieme, peintre et graveur néerlandais naturalisé américain (° 20 février 1888).
- 8 décembre : Ernest Dimnet, prêtre et écrivain français (° 9 juillet 1866).
- 9 décembre : Georges Hillaireau, peintre et dessinateur français (° 25 juillet 1884).
- 15 décembre :
  - Liberty Hyde Bailey, botaniste américain (° 15 mars 1858).
  - Jacques Gachot, peintre français (° 1er novembre 1885).
- 16 décembre : Paul Marie Vigoureux, peintre et graveur français (° 8 mai 1876).
- 17 décembre : Roméo Vachon, aviateur québécois (° 29 juin 1898).
- 23 décembre :
  - Valér Ferenczy, peintre et illustrateur hongrois et roumain (° 22 novembre 1885).
  - Jean Frélaut, peintre, graveur et illustrateur français (° 17 juillet 1879).
  - René Iché, sculpteur français (° 21 janvier 1897).
- 25 décembre : Rosario Scalero, violoniste, professeur de musique et compositeur italien (° 24 décembre 1870).
- 29 décembre : Ivan Goriouchkine-Sorokopoudov, peintre, graphiste et professeur de peinture russe puis soviétique (° 5 novembre 1873).
- 31 décembre : Peter van Anrooy, compositeur et chef d'orchestre néerlandais (° 13 octobre 1879).

### Date précise inconnue
- Rafiuddin Ahmed, journaliste et homme politique indien (° 1865).
- Eugenio Bova, homme politique, avocat, journaliste et résistant antifasciste italien (° 26 novembre 1875).
- Mihri Müşfik Hanım, princesse abkhaze et peintre turque (° 26 février 1886).
- Tulio Tascón, avocat, homme politique, historien, écrivain et académique colombien (° 29 janvier 1888).

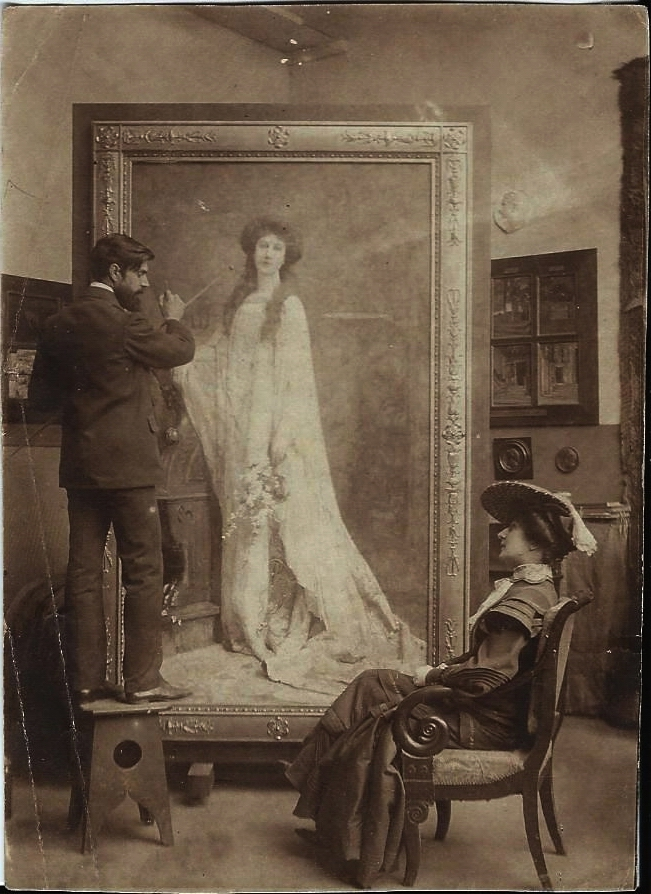
Auguste Leroux (à gauche) en 1903
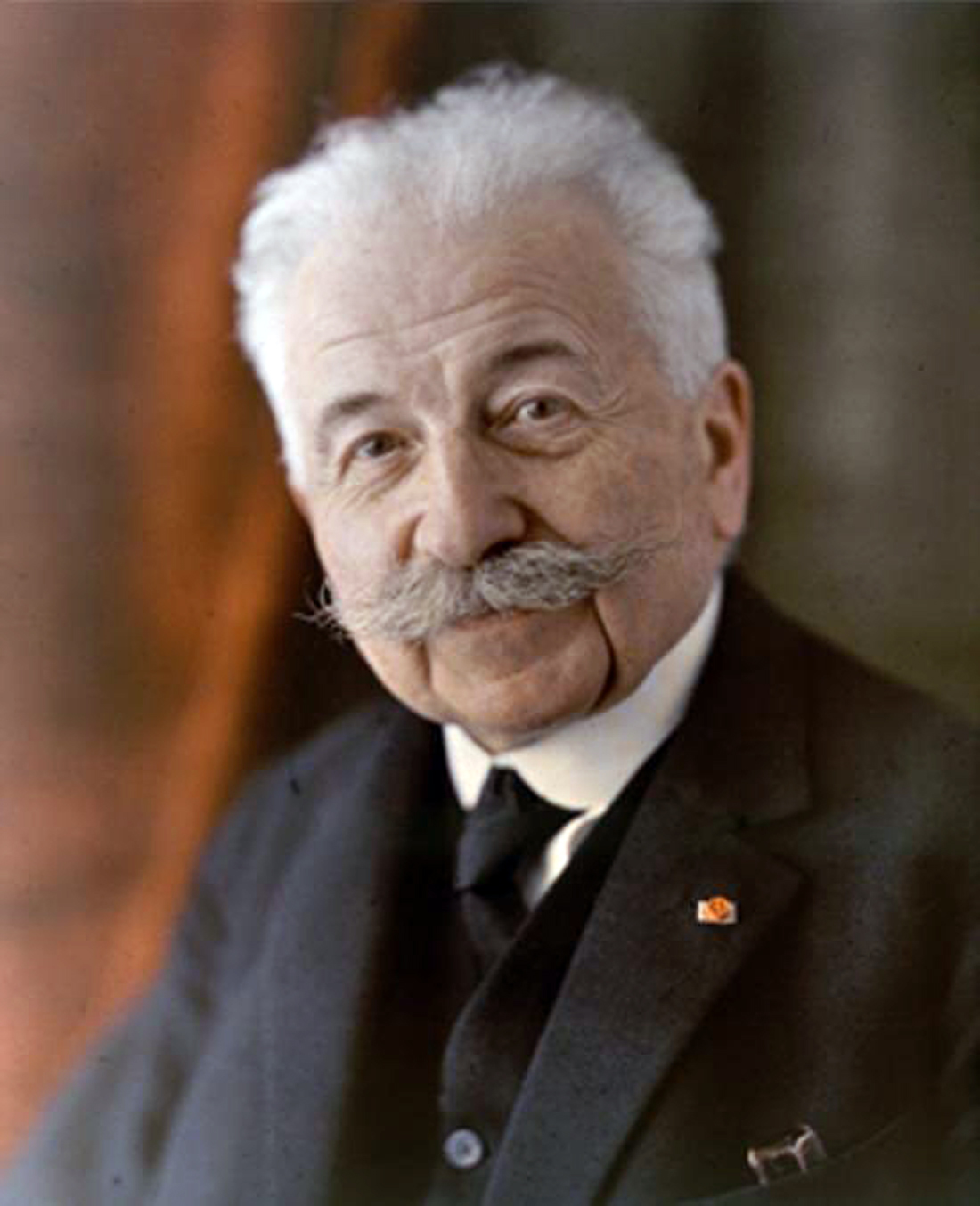
Auguste Lumière autour de 1950
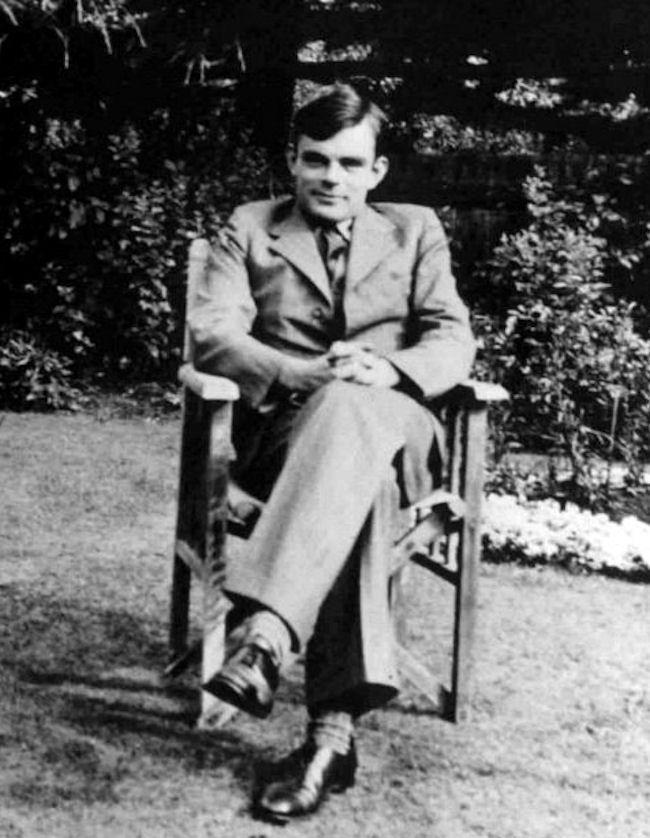
Alan Turing autour de 1930
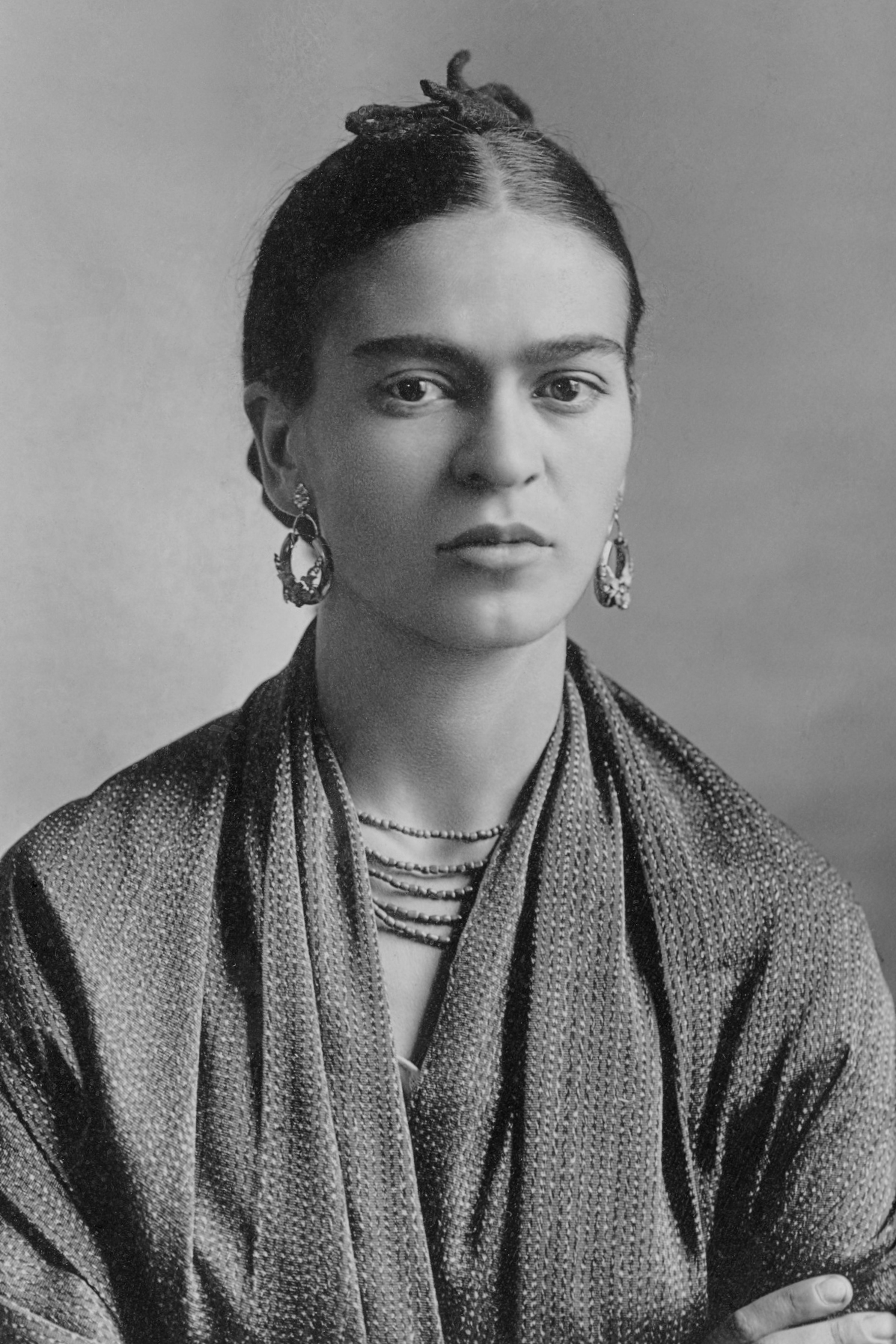
Frida Kahlo en 1932
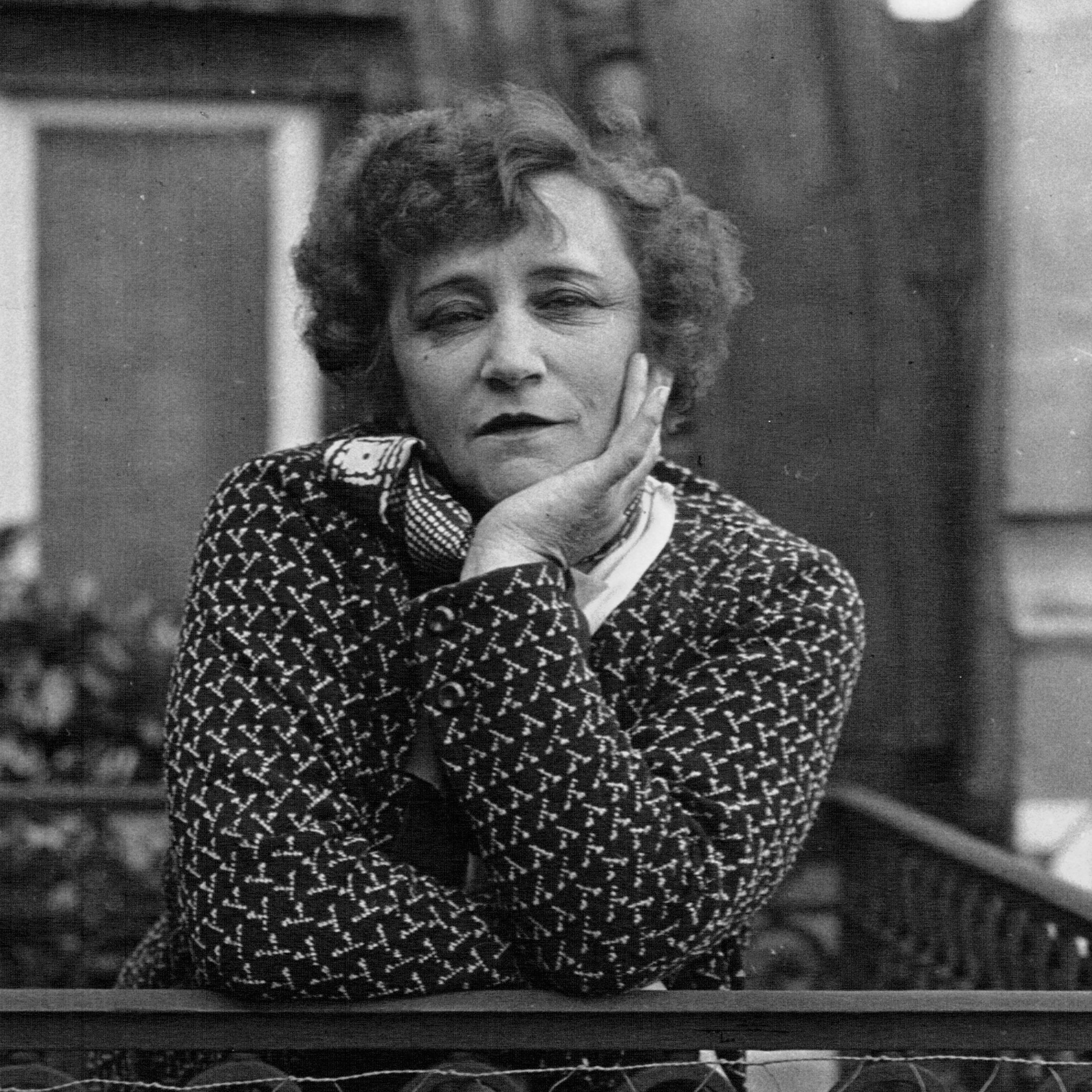
Colette en 1932
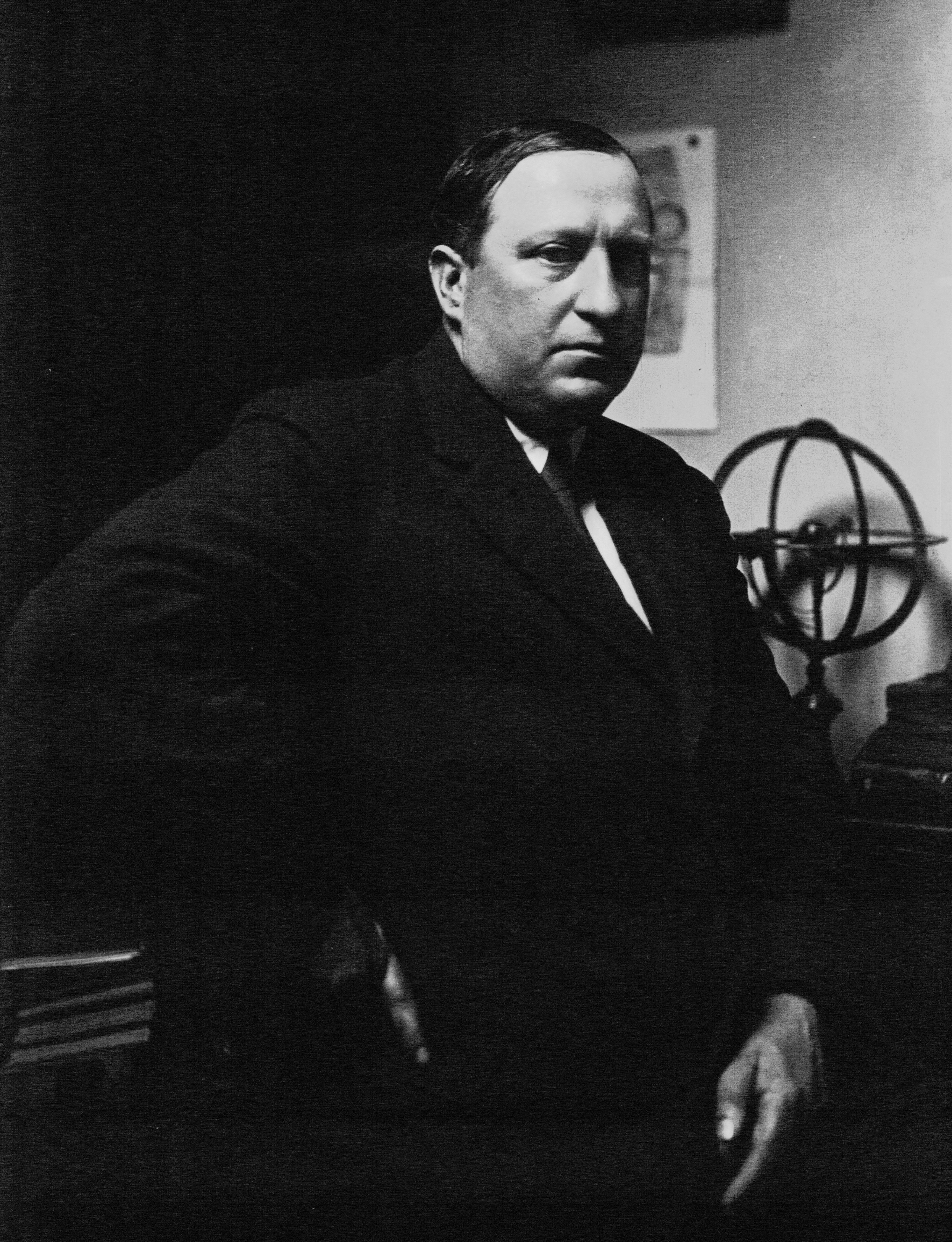
André Derain en 1928
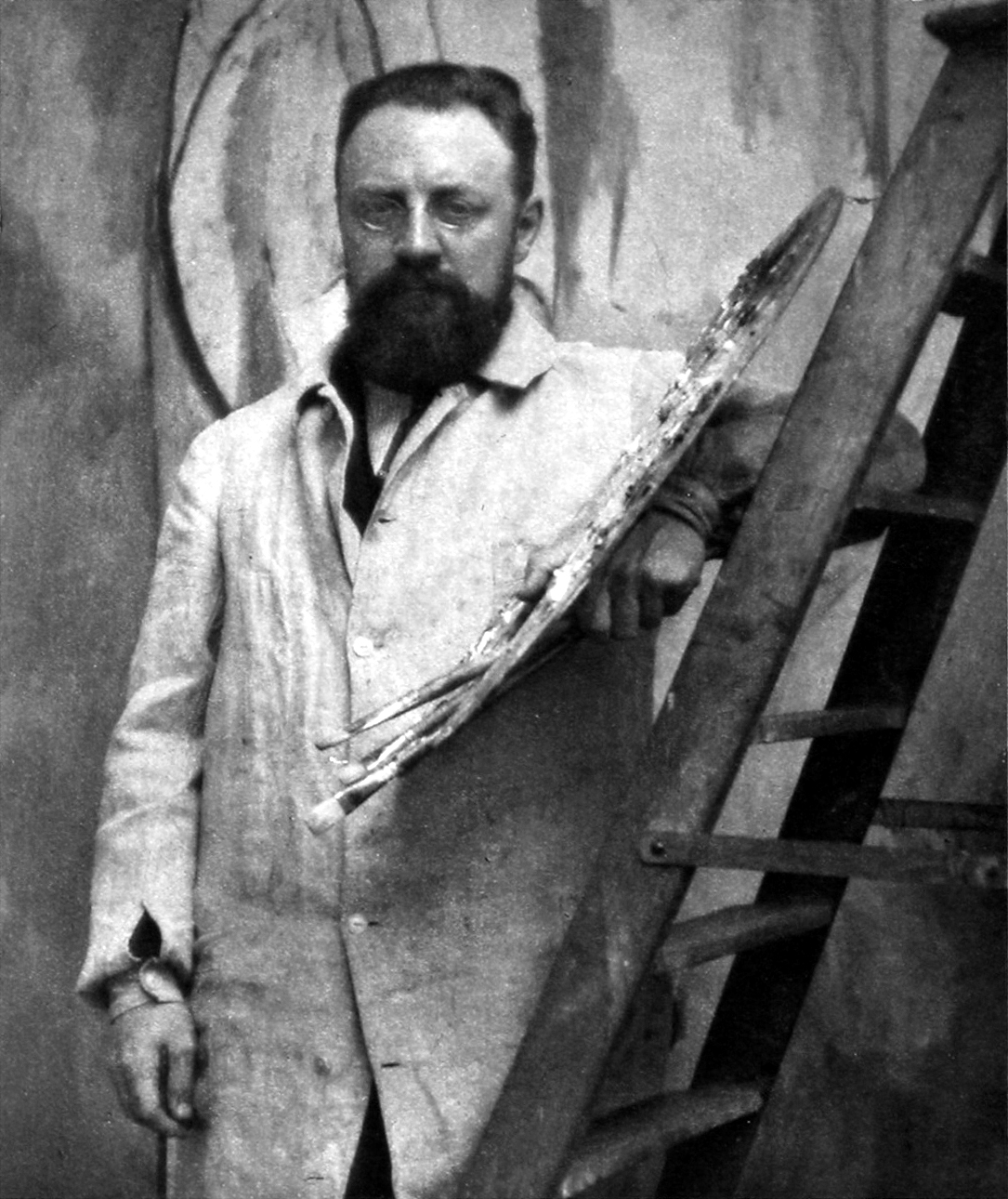
Henri Matisse en 1913
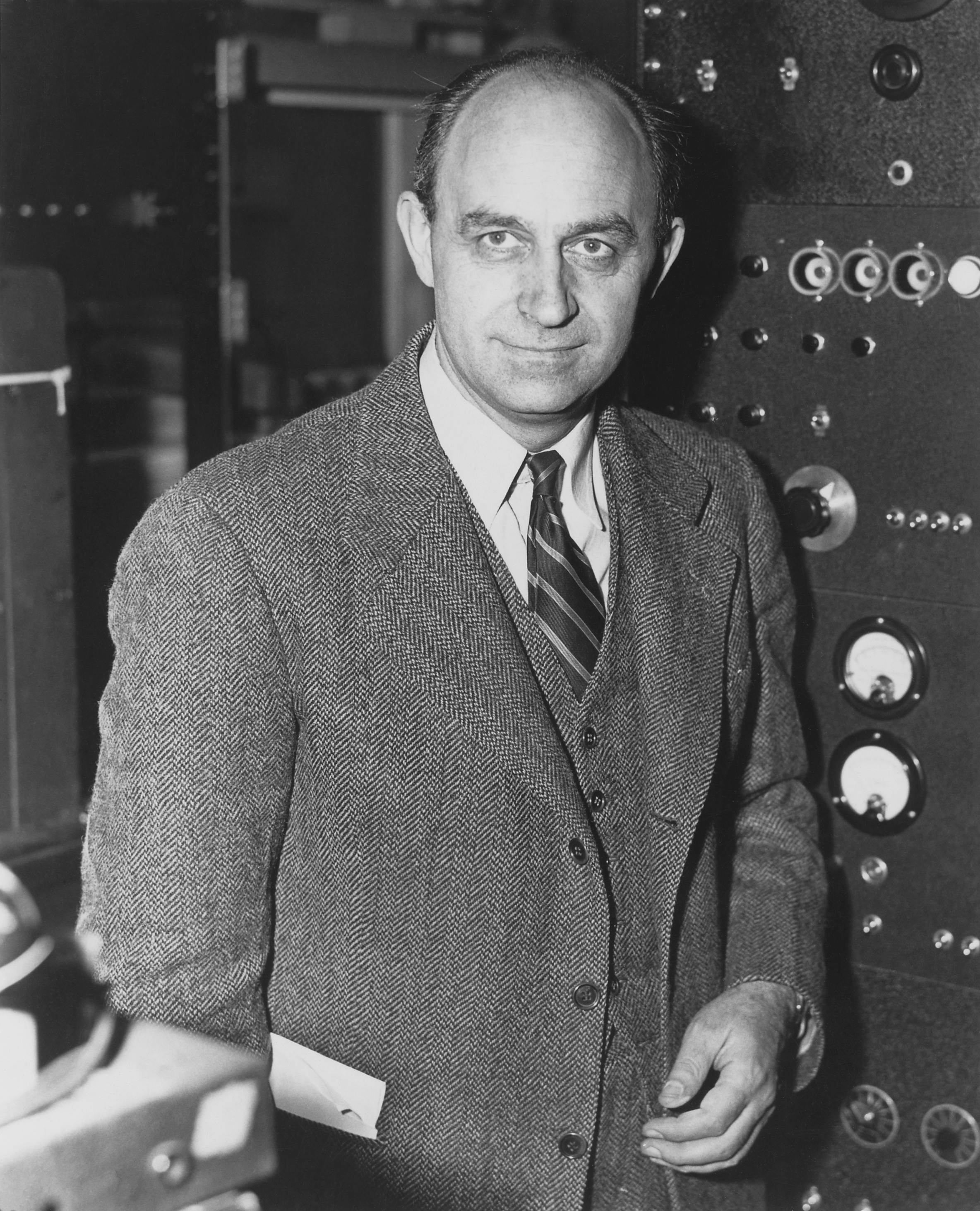
Enrico Fermi entre 1943 et 1949